# Fundulea
Fundulea là một thị xã thuộc hạt Călărași, România. Dân số thời điểm năm 2002 là 6692 người.